# Alençon (quận)
Quận Alençon là một quận của Pháp, nằm ở tỉnh Orne, ở vùng Normandie. Quận này có 11 tổng và 133 xã.

## Các đơn vị hành chính

### Các tổng
Các tổng của quận Alençon là: 
1. Alençon - Tổng thứ nhất
2. Alençon - Tổng thứ nhì
3. Alençon - Tổng thứ ba
4. Carrouges
5. Courtomer
6. Domfront
7. La Ferté-Macé
8. Juvigny-sous-Andaine
9. Le Mêle-sur-Sarthe
10. Passais
11. Sées

### Các xã
Các xã của quận Alençon, và mã INSEE là: 
| 1. Alençon (61001)                         | 2. Antoigny (61004)                     | 3. Aunay-les-Bois (61013)               |
| 4. Aunou-sur-Orne (61015)                  | 5. Avrilly (61021)                      | 6. Bagnoles-de-l'Orne (61483)           |
| 7. Beaulandais (61033)                     | 8. Beauvain (61035)                     | 9. Belfonds (61036)                     |
| 10. Boitron (61051)                        | 11. Brullemail (61064)                  | 12. Bures (61067)                       |
| 13. Bursard (61068)                        | 14. Carrouges (61074)                   | 15. Ceaucé (61075)                      |
| 16. Cerisé (61077)                         | 17. Chahains (61080)                    | 18. Chailloué (61081)                   |
| 19. Champsecret (61091)                    | 20. Ciral (61107)                       | 21. Colombiers (61111)                  |
| 22. Condé-sur-Sarthe (61117)               | 23. Coulonges-sur-Sarthe (61126)        | 24. Courtomer (61133)                   |
| 25. Couterne (61135)                       | 26. Cuissai (61141)                     | 27. Damigny (61143)                     |
| 28. Domfront (61145)                       | 29. Essay (61156)                       | 30. Ferrières-la-Verrerie (61166)       |
| 31. Fontenai-les-Louvets (61172)           | 32. Forges (61175)                      | 33. Gandelain (61182)                   |
| 34. Geneslay (61186)                       | 35. Godisson (61192)                    | 36. Gâprée (61183)                      |
| 37. Haleine (61200)                        | 38. Hauterive (61202)                   | 39. Héloup (61203)                      |
| 40. Joué-du-Bois (61209)                   | 41. Juvigny-sous-Andaine (61211)        | 42. L'Épinay-le-Comte (61155)           |
| 43. La Baroche-sous-Lucé (61025)           | 44. La Chapelle-d'Andaine (61096)       | 45. La Chapelle-près-Sées (61098)       |
| 46. La Chaux (61104)                       | 47. La Ferrière-Bochard (61165)         | 48. La Ferrière-Béchet (61164)          |
| 49. La Ferté-Macé (61168)                  | 50. La Haute-Chapelle (61201)           | 51. La Lande-de-Goult (61216)           |
| 52. La Motte-Fouquet (61295)               | 53. La Roche-Mabile (61350)             | 54. La Sauvagère (61463)                |
| 55. Lalacelle (61213)                      | 56. Laleu (61215)                       | 57. Larré (61224)                       |
| 58. Le Bouillon (61056)                    | 59. Le Cercueil (61076)                 | 60. Le Chalange (61082)                 |
| 61. Le Champ-de-la-Pierre (61085)          | 62. Le Ménil-Broût (61261)              | 63. Le Ménil-Guyon (61266)              |
| 64. Le Ménil-Scelleur (61271)              | 65. Le Mêle-sur-Sarthe (61258)          | 66. Le Plantis (61331)                  |
| 67. Les Ventes-de-Bourse (61499)           | 68. Livaie (61228)                      | 69. Longuenoë (61231)                   |
| 70. Lonlay-l'Abbaye (61232)                | 71. Lonlay-le-Tesson (61233)            | 72. Lonrai (61234)                      |
| 73. Loré (61235)                           | 74. Lucé (61239)                        | 75. Macé (61240)                        |
| 76. Magny-le-Désert (61243)                | 77. Mantilly (61248)                    | 78. Marchemaisons (61251)               |
| 79. Mieuxcé (61279)                        | 80. Montchevrel (61284)                 | 81. Méhoudin (61257)                    |
| 82. Ménil-Erreux (61263)                   | 83. Neauphe-sous-Essai (61301)          | 84. Neuilly-le-Bisson (61304)           |
| 85. Neuville-près-Sées (61306)             | 86. Pacé (61321)                        | 87. Passais (61324)                     |
| 88. Perrou (61326)                         | 89. Radon (61341)                       | 90. Rouellé (61355)                     |
| 91. Rouperroux (61357)                     | 92. Saint-Agnan-sur-Sarthe (61360)      | 93. Saint-Aubin-d'Appenai (61365)       |
| 94. Saint-Brice (61370)                    | 95. Saint-Bômer-les-Forges (61369)      | 96. Saint-Clair-de-Halouze (61376)      |
| 97. Saint-Céneri-le-Gérei (61372)          | 98. Saint-Denis-de-Villenette (61380)   | 99. Saint-Denis-sur-Sarthon (61382)     |
| 100. Saint-Didier-sous-Écouves (61383)     | 101. Saint-Ellier-les-Bois (61384)      | 102. Saint-Fraimbault (61387)           |
| 103. Saint-Germain-du-Corbéis (61397)      | 104. Saint-Germain-le-Vieux (61398)     | 105. Saint-Gervais-du-Perron (61400)    |
| 106. Saint-Gilles-des-Marais (61401)       | 107. Saint-Hilaire-la-Gérard (61403)    | 108. Saint-Léger-sur-Sarthe (61415)     |
| 109. Saint-Léonard-des-Parcs (61416)       | 110. Saint-Mars-d'Égrenne (61421)       | 111. Saint-Martin-des-Landes (61424)    |
| 112. Saint-Martin-l'Aiguillon (61427)      | 113. Saint-Maurice-du-Désert (61428)    | 114. Saint-Michel-des-Andaines (61431)  |
| 115. Saint-Nicolas-des-Bois (61433)        | 116. Saint-Ouen-le-Brisoult (61439)     | 117. Saint-Patrice-du-Désert (61442)    |
| 118. Saint-Roch-sur-Égrenne (61452)        | 119. Saint-Sauveur-de-Carrouges (61453) | 120. Saint-Siméon (61455)               |
| 121.Sainte-Marguerite-de-Carrouges (61419) | 122. Sainte-Marie-la-Robert (61420)     | 123. Sainte-Scolasse-sur-Sarthe (61454) |
| 124. Semallé (61467)                       | 125. Sept-Forges (61469)                | 126. Sées (61464)                       |
| 127. Tanville (61480)                      | 128. Tellières-le-Plessis (61481)       | 129. Tessé-Froulay (61482)              |
| 130. Torchamp (61487)                      | 131. Trémont (61492)                    | 132. Valframbert (61497)                |
| 133. Vingt-Hanaps (61509)                  |                                         |                                         |